# 黄荣庭
黄荣庭（英語：Ng Eng Teng；白話字：N̂g Êng-têng；1934年—2001年）是一位新加坡著名雕塑家。

## 生平
1934年出生于新加坡，新加坡境内多处可见他的雕塑作品，比如新加坡国立大学的“富裕”和“满足” （Wealth & Contentment, 1974年完成）、乌节路远东购物中心广场上的“母与子” （Mother and Child, 1980年完成）、福康宁山亚洲雕塑园的“平衡”（Balance, 1982年完成）、樟宜机场的“人之精神”（Spirit of Man, 1984年完成）、大巴窑建屋局大厦后巷的“攀爬”（The Climb, 1987年完成）、美术馆门前的“探索者” （The Explorer, 1999年完成）、新加坡展览中心广场上的“友谊之门”（Friendship Gateway, 1999年完成）等等。
从1995年开始，黄荣庭多次捐献作品给新加坡国立大学，今国立大学文化中心三楼设有黄荣庭雕塑展览馆。

## 作品列表
富裕（Wealth，1974年完成）：
尺寸：206公分 x 259公分 x 92公分；创作材料：高铝水泥；收藏单位：新加坡国立大学
满足（Contentment，1974年完成）：
尺寸：206公分 x 229公分 x 92公分；创作材料：高铝水泥；收藏单位：新加坡国立大学
回头浪子（Prodigal Son，1980年完成）：
尺寸：53公分 x 83公分 x 48公分；创作材料：高铝水泥；收藏单位：新加坡国立大学
人质（Hostage，1981年完成）：
尺寸：127公分 x 48公分 x 39公分；创作材料：高铝水泥；收藏单位：新加坡国立大学
阴阳（Yin Yang，1986年完成“阳”；1987年完成“阴”）：
尺寸：60公分 x 77公分 x 77公分（阳），53公分 x 77公分 x 77公分（阴）；创作材料：高铝水泥；收藏单位：新加坡国立大学
探索者（The Explorer，1999年完成）：
尺寸： 700公分 x 575公分 x 350公分；创作材料：高铝水泥、不锈钢、金箔；收藏单位：新加坡美术馆